# Deluxe Radio:Active
Deluxe Radio:ACTIVE - album brytyjskiej grupy McFly wydany w roku 2008. Album został nagrany w Australii. 20 lipca z gazetą 'The Mail On Sunday' wyszła płyta, zawierająca 10 piosenek. 22 września wyszła wersja DELUXE, zawierająca dodatkowo 3 piosenki, DVD z Australii i książeczkę z podziękowaniami, tekstami piosenek. Radio:ACTIVE i Deluxe Radio:ACTIVE to pierwsza płyta wydana przez SuperRecords – wytwórnię należącą do zespołu McFly.

## Utwory
1. "Lies"
2. "One For The Radio"
3. "Everybody Knows"
4. "Do Ya"
5. "Falling In Love"
6. "POV"
7. "Corrupted"
8. "Smile"
9. "The End"
10. "Going Through The Motions"
11. "Down Goes Another One"
12. "Only The Strong Survive"
13. "The Last Song"